# Wehretal
Wehretal ist eine Gemeinde im nordhessischen Werra-Meißner-Kreis. Die Gemeindeverwaltung befindet sich im Ortsteil Reichensachsen.

## Geographie

### Geographische Lage
Wehretal liegt ca. 50 km südöstlich der nordhessischen Großstadt Kassel. Es befindet sich zwischen Eschwege im Norden und Sontra im Süden.
In Richtung Norden fällt das Gelände über den Lauf der Wehre, nach der die Gemeinde benannt wurde, zu ihrer Flussmündung in die Werra bei Eschwege hin ab. Im Osten liegt der Schlierbachswald, im Südosten der Ringgau, südwestlich schließt sich das Stölzinger Gebirge an und im Westen ragt der Hohe Meißner auf.

### Nachbargemeinden
Wehretal grenzt im Norden an die Kreisstadt Eschwege, im Osten an die Gemeinde Weißenborn, im Süden an die Gemeinde Ringgau und die Stadt Sontra, sowie im Westen an die Stadt Waldkappel und im äußersten Nordwesten an die Gemeinde Meißner (alle im Werra-Meißner-Kreis).

### Gemeindegliederung
Die fünf Ortsteile von Wehretal sind:
- Reichensachsen (Verwaltungssitz)
- Langenhain
- Hoheneiche
- Oetmannshausen
- Vierbach

## Geschichte

### Gemeindebildung
Im Zuge der Gebietsreform in Hessen kam es zu einer Reihe von Gemeindezusammenschlüssen auf freiwilliger Basis. So fusionierten zum 1. Februar 1971 die bis dahin selbständigen Gemeinden Oetmannshausen in die Nachbargemeinde Hoheneiche zur erweiterten Gemeinde Hoheneiche. Zum 1. Oktober 1971 wurde Vierbach nach Reichensachsen eingemeindet. Zum 31. Dezember 1971 wurde Hoheneiche in die Gemeinde Reichensachsen eingegliedert. Gleichzeitig erhielt die neue Gemeinde den Namen Wehretal. Zum 1. April 1972 wurde schließlich der Nachbarort Langenhain eingegliedert.
Außer für den zentral gelegenen Ortsteil Reichensachsen, dem Sitz der Gemeindeverwaltung, in dem auch die Mehrheit der Einwohner lebt, sind für die umliegenden vier Ortsteilen Hoheneiche, Langenhain, Oetmannshausen und Vierbach Ortsbezirke eingerichtet worden. Diese Ortsbezirke umfassen jeweils das Gebiet der ehemalige Gemeinde.

### Bevölkerung

#### Einwohnerstruktur 2011/2022
Nach den Erhebungen des Zensus 2011/Zensus 2011 lebten am Stichtag, dem 9. Mai 2011, in Wehretal 5148/4991 Einwohner. Darunter waren 47/147 (1,0 % / 2,9 %) Ausländer, von denen 24/53 aus dem EU-Ausland, 8/58 aus anderen europäischen Ländern und 14/35 aus anderen Staaten kamen./ Nach dem Lebensalter waren 841/819 Einwohner unter 18 Jahren, 1948/1646 zwischen 18 und 49, 1220/1223 zwischen 50 und 64 und 1141/1303 Einwohner waren älter./ Die Einwohner lebten in 2222/1509 Haushalten. Davon waren 545/- Singlehaushalte, 691/736 Paare ohne Kinder und 782/610 Paare mit Kindern, sowie 180/162 Alleinerziehende und 28/- Wohngemeinschaften./ In 504 Haushalten lebten ausschließlich Senioren und in 1419 Haushaltungen lebten keine Senioren./

#### Einwohnerentwicklung
| Wehretal: Einwohnerzahlen von 1973 bis 2022                                      | Wehretal: Einwohnerzahlen von 1973 bis 2022 | Wehretal: Einwohnerzahlen von 1973 bis 2022 | Wehretal: Einwohnerzahlen von 1973 bis 2022 | Wehretal: Einwohnerzahlen von 1973 bis 2022 |
| -------------------------------------------------------------------------------- | ------------------------------------------- | ------------------------------------------- | ------------------------------------------- | ------------------------------------------- |
| Jahr                                                                             |                                             |                                             |                                             | Einwohner                                   |
| 1973                                                                             | 1973                                        |                                             | 5.129                                       | 5.129                                       |
| 1975                                                                             | 1975                                        |                                             | 5.175                                       | 5.175                                       |
| 1980                                                                             | 1980                                        |                                             | 5.294                                       | 5.294                                       |
| 1985                                                                             | 1985                                        |                                             | 5.305                                       | 5.305                                       |
| 1990                                                                             | 1990                                        |                                             | 5.436                                       | 5.436                                       |
| 1995                                                                             | 1995                                        |                                             | 5.472                                       | 5.472                                       |
| 2000                                                                             | 2000                                        |                                             | 5.665                                       | 5.665                                       |
| 2005                                                                             | 2005                                        |                                             | 5.501                                       | 5.501                                       |
| 2010                                                                             | 2010                                        |                                             | 5.255                                       | 5.255                                       |
| 2011                                                                             | 2011                                        |                                             | 5.148                                       | 5.148                                       |
| 2015                                                                             | 2015                                        |                                             | 5.015                                       | 5.015                                       |
| 2020                                                                             | 2020                                        |                                             | 4.963                                       | 4.963                                       |
| 2022                                                                             | 2022                                        |                                             | 4.991                                       | 4.991                                       |
| Quelle(n): Hessisches Statistisches Informationssystem; Zensus 2011; Zensus 2022 |                                             |                                             |                                             |                                             |

#### Historische Religionszugehörigkeit
| • 1987: | 4572 evangelische (= 84,9 %), 566 katholische (= 10,5 %), 245 sonstige (= 4,6 %) Einwohner  |
| • 2011: | 3877 evangelische (= 75,3 %), 417 katholische (= 8,1 %), 854 sonstige (= 16,6 %) Einwohner  |
| • 2022: | 3268 evangelische (= 65,3 %), 349 katholische (= 9,0 %), 1372 sonstige (= 27,5 %) Einwohner |

## Politik

### Gemeindevertretung
Die Kommunalwahl am 14. März 2021 lieferte folgendes Ergebnis, in Vergleich gesetzt zu früheren Kommunalwahlen:
| Gemeindevertretung – Kommunalwahlen 2021                                                                                | Gemeindevertretung – Kommunalwahlen 2021                                                                     |
| --- | --- |
| Stimmenanteil in %Wahlbeteiligung 56,4 % 6050403020100 43,9 (−9,1)33,3 (+7,1)19,2 (+3,3)3,6 (−1,3) SPDFWGCDUFDP20162021 | Sitzverteilung in der Gemeindevertretung Wehretal 2021Insgesamt 23 Sitze - SPD: 10 - FW: 8 - CDU: 4 - FDP: 1 |

| Parteien und Wählergemeinschaften | Parteien und Wählergemeinschaften           | % 2021 | Sitze 2021 | % 2016 | Sitze 2016 | % 2011 | Sitze 2011 | % 2006 | Sitze 2006 | % 2001 | Sitze 2001 |
| SPD                               | Sozialdemokratische Partei Deutschlands     | 43,9   | 10         | 53,0   | 14         | 54,5   | 15         | 49,4   | 16         | 45,2   | 16         |
| FWG                               | Freie Wählergemeinschaft Wehretal           | 33,3   | 8          | 26,2   | 7          | 22,3   | 6          | 23,5   | 7          | 31,2   | 10         |
| CDU                               | Christlich Demokratische Union Deutschlands | 19,2   | 4          | 15,9   | 4          | 18,5   | 5          | 20,2   | 6          | 17,3   | 5          |
| FDP                               | Freie Demokratische Partei                  | 3,6    | 1          | 4,9    | 2          | 4,7    | 1          | 6,8    | 2          | 6,2    | 2          |
| Gesamt                            | Gesamt                                      | 100,0  | 27         | 100,0  | 27         | 100,0  | 27         | 100,0  | 31         | 100,0  | 31         |
| Wahlbeteiligung in %              | Wahlbeteiligung in %                        | 58,6   | 58,6       | 54,8   | 54,8       | 53,4   | 53,4       | 57,2   | 57,2       | 61,2   | 61,2       |

### Bürgermeister
Nach der hessischen Kommunalverfassung wird der Bürgermeister für eine sechsjährige Amtszeit gewählt, seit dem Jahr 1993 in einer Direktwahl, und ist Vorsitzender des Gemeindevorstands, dem in der Gemeinde Wehretal neben dem Bürgermeister ehrenamtlich ein Erster Beigeordneter und fünf weitere Beigeordnete angehören. Bürgermeister ist seit dem 1. April 2025 der parteiunabhängige Frank Kummer. Er setzte sich gegen Amtsinhaber Timo Friedrich, der sich um eine zweite Amtszeit beworben hatte, am 10. November 2024 im ersten Wahlgang bei 62,9 Prozent Wahlbeteiligung mit 50,9 Prozent der Stimmen durch.
Amtszeiten der Bürgermeister
- 2025–2031 Frank Kummer[23]
- 2019–2025 Timo Friedrich[24]
- 2007–2019 Jochen Kistner (SPD)[27]
- 1988–2007 Horst Dietzel (SPD)[28]

### Ortsbeiräte
Für die eingegliederten ehemaligen Gemeinden Hoheneiche, Langenhain, Oetmannshausen und Vierbach besteht je ein Ortsbezirk mit Ortsbeirat und Ortsvorsteher, nach Maßgabe der §§ 81 und 82 HGO und des Kommunalwahlgesetzes in der jeweils gültigen Fassung.
Die Ortsbezirke sind durch das Gebiet der ehemaligen Gemeinden, wie sie vor der Eingliederung bestanden, abgegrenzt und bestehen aus fünf bzw. für Oetmannshausen aus drei Mitgliedern. Die Wahl der Ortsbeiräte erfolgt im Rahmen der Kommunalwahlen. Der Ortsbeirat wählt eines seiner Mitglieder zum Ortsvorsteher bzw. zur Ortsvorsteherin. Details befinden sich in den jeweiligen Ortsteilartikeln.

### Wappen

Bannerflagge der Gemeinde Wehretal

| | Blasonierung: „Im von Rot und Silber gevierten Schilde einen golden gekrönten grünen Herzschild, darin ein goldenes unziales W, dessen mittlerer Schaft kreuzförmig gestaltet ist.“ |
| Wappenbegründung: Die Gemeinde Wehretal hat mit Beschluss ihrer Gemeindevertretung vom 16. November 1981 ein Wappen angenommen. Sie wählte einen gevierten Schild, der auf die Bedeutung der Herren von Boyneburg für die Gemeinde hinweist, aber in den hessischen Landesfarben Rot und Weiß tingiert ist; diesem Schild ist ein Herzschild mit dem Buchstaben W aufgelegt, der auf die namensgebende Wehre mit dem heutigen Gemeindenamen anspielt. Das Wappen wurde von dem Bad Nauheimer Heraldiker Heinz Ritt gestaltet und am 2. März 1982 durch das Ministerium des Innern genehmigt. | |

### Flagge
Die Flagge wurde der Gemeinde am 6. April 1982 durch das Ministerium des Innern genehmigt und wird wie folgt beschrieben:
„Die Flagge der Gemeinde Wehretal zeigt auf der nach dem oberen Drittel von Weiß und Grün gevierten Flaggenbahn auf der Vierung das Wappen der Gemeinde.“

### Partnerschaften
Im Juni 1992 wurde eine seitdem auf verschiedenen Ebenen intensiv gepflegte Partnerschaft zu den Gemeinden Bellou-en-Houlme, La Ferrière-aux-Étangs, La Coulonche und Saires-la-Verrerie im Département Orne der Normandie in Frankreich besiegelt.
Des Weiteren besteht seit dem Jahr 2007 eine Partnerschaft mit der Gemeinde Gánt in Ungarn.

## Regelmäßige Veranstaltungen
Traditionell findet im Ortsteil Reichensachsen am dritten Wochenende im Juni das Wichtelfest statt. Höhepunkt der fünftägigen Feierlichkeiten ist der sonntägliche große Festzug. Dieser wird schon seit Generationen durch die örtlichen Schulen und Vereine sowie Musikzüge aus Reichensachsen und den umliegenden Orten gestaltet.

## Verkehr
- Über die Bundesstraßen 7 (Kassel–Eisenach), 27 (Göttingen–Bad Hersfeld) und 452 (Eschwege–Wehretal) ist der Ort erreichbar.
- Zwischen den Ortsteilen Reichensachsen und Oetmannshausen verläuft die Trasse der noch teilweise im Bau befindlichen BAB 44 mit der von 2016 bis 2020 gebauten Wehretalbrücke, dem Tunnel Trimberg und dem Tunnel Spitzenberg, alle die im Herbst 2022 in Betrieb genommen werden sollen.
- Die Gemeinde hat einen Bahn-Haltepunkt (Wehretal-Reichensachsen) an der Bahnstrecke Göttingen–Bebra, einem Teil der einstigen Nord-Süd-Strecke.

## Persönlichkeiten
- Imelda Landgrebe, 1. Ehrenbürgerin der Gemeinde Wehretal, langjährige Vorsitzende der Gemeindevertretung, Trägerin des Bundesverdienstkreuzes I. Klasse und der Goldenen Ehrennadel der Gemeinde
- Bernd Schleicher (1947–2023), direkt gewähltes Mitglied des Hessischen Landtags von 1986 bis 1999
- Markus Zimmer (1964–2006), deutscher Musiker und Sänger der Band The Bates.
- Rainer Cadenbach (1944–2008), Musikwissenschaftler und Professor an der Universität der Künste in Berlin, in Reichensachsen geboren